# Castro Caldelas

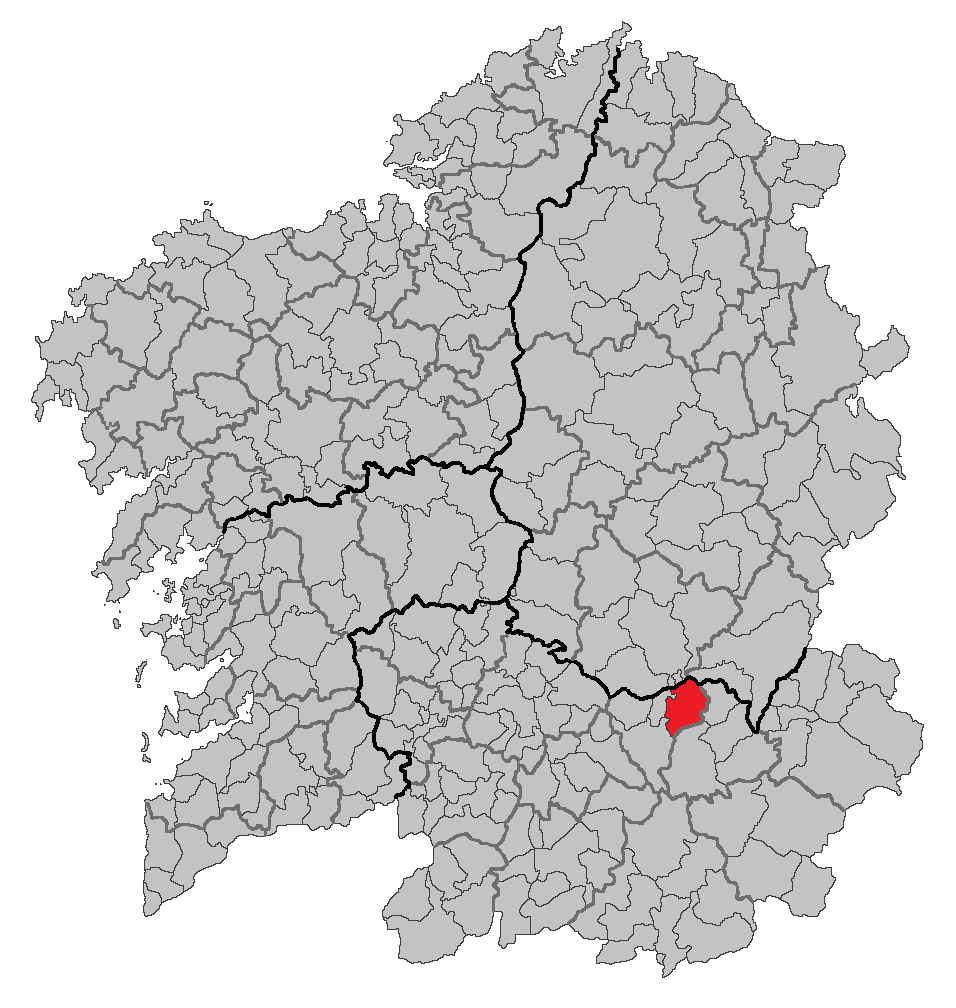
Localização de Castro Caldelas

Castro Caldelas é um município da Espanha na província 
de Ourense, 
comunidade autónoma da Galiza, de área 87,6 km² com 
população de 1687 habitantes (2007) e densidade populacional de 20,86 hab/km².

## Demografia
| Variação demográfica do município entre 1991 e 2004 | Variação demográfica do município entre 1991 e 2004 | Variação demográfica do município entre 1991 e 2004 | Variação demográfica do município entre 1991 e 2004 |
| --------------------------------------------------- | --------------------------------------------------- | --------------------------------------------------- | --------------------------------------------------- |
| 1991                                                | 1996                                                | 2001                                                | 2004                                                |
| 2111                                                | 2028                                                | 1834                                                | 1833                                                |